# Ličko polje
Ličko polje – polje w Chorwacji, na terenie Gorskiego kotaru.

## Opis
Jego wysokość waha się w przedziale 695–738 m n.p.m. Jest otoczone przez następujące góry: Bitoraj na północnym wschodzie, Viševica na południowym wschodzie, Kobiljak na południowym zachodzie oraz Vrško i Vranjak na zachodzie. Jego dno wypełnione jest osadami aluwialnymi. Przez polje przepływa rzeka Ličanka. W jego północnej części położone są jeziora Potkoš i Marasovo jezero.
Przez polje przebiega droga łącząca Fužine z Bribirem.
Nazwa polja pochodzi od wsi Lič, położonej w jego zachodniej części, a administracyjnie należącej do żupanii primorsko-gorskiej, w gminie Fužine.